# إنكستر (ميشيغان)
إنكستر (بالإنجليزية: Inkster, Michigan)‏ هي مدينة تقع في مقاطعة وين (ميشيغان) بولاية ميشيغان في شمال شرق الولايات المتحدة. تأسست عام 1835، تبلغ مساحة هذه المدينة 16.19 (كم²)، وترتفع عن سطح البحر  م، بلغ عدد سكانها 25369 نسمة في عام 2010 حسب إحصاء مكتب تعداد الولايات المتحدة وتصل الكثافة السكانية فيها 1567.2 نسمة/كم2.

## التركيبة السكانية
قام مكتب تعداد الولايات المتحدة بتحديد بيانات التركيبة السكانية لإنكستر في تعداد الولايات المتحدة. في ما يلي، التركيبة السكانية حسب تعدادي 2000 و2010.

### تعداد عام 2000
بلغ عدد سكان أينكوم 738 نسمة بحسب تعداد عام 2000، وبلغ عدد الأسر 253 أسرة وعدد العائلات 201 عائلة مقيمة في المدينة. في حين سجلت الكثافة السكانية 1,141.8 نسمة لكل ميل مربع (440.9/كم2). وبلغ عدد الوحدات السكنية 263 وحدة بمتوسط كثافة قدره 406.9 نسمة لكل ميل مربع (157.1/كم2).
وتوزع التركيب العرقي للمدينة بنسبة 95.12% من البيض و 1.36% من الأمريكيين الأصليين و 0.27% من الأمريكيين ذوي الأصول الآسيوية و 0.27% من الأمريكيين الأفارقة و 1.76% من عرقين مختلطين أو أكثر.
بلغ عدد الأسر 253 أسرة كانت نسبة 43.1% منها لديها أطفال تحت سن الثامنة عشر تعيش معهم، وبلغت نسبة الأزواج القاطنين مع بعضهم البعض 64.0% من أصل المجموع الكلي للأسر، ونسبة 12.3% من الأسر كان لديها معيلات من الإناث دون وجود شريك، وكانت نسبة 20.2% من غير العائلات. تألفت نسبة 17.0% من أصل جميع الأسر من أفراد ونسبة 6.7% كانوا يعيش معهم شخص وحيد يبلغ من العمر 65 عاماً فما فوق. وبلغ متوسط حجم الأسرة المعيشية 3.31، أما متوسط حجم العائلات فبلغ 2.92.
بلغ العمر الوسطي للسكان 32 عاماً. وكانت نسبة 32.4% من القاطنين تحت سن الثامنة عشر، وكانت نسبة 8.9% بين الثامنة عشر والأربعة وعشرون عاماً، ونسبة 27.5% كانت واقعةً في الفئة العمرية ما بين الخامسة والعشرون حتى والأربعة وأربعون عاماً، ونسبة 22.1% كانت ما بين الخامسة والأربعون حتى الرابعة والستون، ونسبة 9.1% كانت ضمن فئة الخامسة والستون عاماً فما فوق. يوجد لكل 100 أنثى 98.9 ذكر، ويوجد لكل 100 أنثى في الثامنة عشر من عمرها فما فوق 92.7 ذكر.
بلغ متوسط دخل الأسرة في المدينة 32,500 دولار، أما متوسط دخل العائلة فبلغ 42,000 دولار. وكان متوسط دخل الذكور 34,167 دولار مقابل 22,656 دولار للإناث. وسجل دخل الفرد الخاص بالمدينة 13,501 دولار. وكانت نسبة 8.0% من العائلات ونسبة 10.3% من السكان تحت خط الفقر، وكان من هؤلاء نسبة 12.7% تحت سن الثامنة عشر ونسبة 7.9% في الخامسة والستين من العمر وما فوق.

### تعداد عام 2010
بلغ عدد سكان إنكستر 25,369 نسمة بحسب تعداد عام 2010، وبلغ عدد الأسر 9,821 أسرة وعدد العائلات 6,175 عائلة مقيمة في المدينة. في حين سجلت الكثافة السكانية 4,059.0 نسمة لكل ميل مربع (1,567.2/كم2). وبلغ عدد الوحدات السكنية 11,647 وحدة بمتوسط كثافة قدره 1,863.5 لكل ميل مربع (719.5/كم2).
وتوزع التركيب العرقي للمدينة بنسبة 20.5% من البيض و 0.3% من الأمريكيين الأصليين و 1.6% من الأمريكيين ذوي الأصول الآسيوية و 0.1% من سكان جزر المحيط الهادئ و 73.2% من الأمريكيين الأفارقة و 3.6% من عرقين مختلطين أو أكثر.
بلغ عدد الأسر 9,821 أسرة كانت نسبة 35.5% منها لديها أطفال تحت سن الثامنة عشر تعيش معهم، وبلغت نسبة الأزواج القاطنين مع بعضهم البعض 25.7% من أصل المجموع الكلي للأسر، ونسبة 30.0% من الأسر كان لديها معيلات من الإناث دون وجود شريك، بينما كانت نسبة 7.1% من الأسر لديها معيلون من الذكور دون وجود شريكة وكانت نسبة 37.1% من غير العائلات. تألفت نسبة 31.6% من أصل جميع الأسر من أفراد ونسبة 9.1% كانوا يعيش معهم شخص وحيد يبلغ من العمر 65 عاماً فما فوق. وبلغ متوسط حجم الأسرة المعيشية 3.24، أما متوسط حجم العائلات فبلغ 2.56.
بلغ العمر الوسطي للسكان 34.2 عاماً. وكانت نسبة 27.9% من القاطنين تحت سن الثامنة عشر، وكانت نسبة 10.6% بين الثامنة عشر والأربعة وعشرون عاماً، ونسبة 25.4% كانت واقعةً في الفئة العمرية ما بين الخامسة والعشرون حتى والأربعة وأربعون عاماً، ونسبة 24.8% كانت ما بين الخامسة والأربعون حتى الرابعة والستون، ونسبة 11.3% كانت ضمن فئة الخامسة والستون عاماً فما فوق. وتوزع التركيب الجنسي للسكان بنسبة 46.8% ذكور و53.2% إناث.

## وصلات خارجية
- http://www.cityofinkster.com/
- The US50 - Cities and Towns in Michigan State